# ماساكي أيزاوا
ماساكي أيزاوا (باليابانية: 相沢 まさき（相沢 正輝）) مواليد 19 يناير 1965 في اليابان، هو مؤدي أصوات ياباني.

## الأعمال

### أنمي
- أبطال الديجيتال الجزء الأول
- هاجيمي نو إيبو
- بي بليد
- ناروتو
- لاست إكسايل
- إف-زيرو
- ملكة الثلج
- مفكرة الموت
- روميو و جولييت
- التحدي الكبير
- هاجيمي نو إيبو
- عدن الشرق
- القناص
- ناروتو
- ون بيس
- الرغيف العجيب
- بيوهازرد 4دي-إكسكيوتر

## وصلات خارجية
- ماساكي أيزاوا على موقع IMDb (الإنجليزية)
- ماساكي أيزاوا على موقع ميوزك برينز (الإنجليزية)
- ماساكي أيزاوا على موقع قاعدة بيانات الفيلم (الإنجليزية)
- ماساكي أيزاوا على موقع كينوبويسك (الروسية)
- ماساكي أيزاوا على موقع ANN person (الإنجليزية)